# Міхал Мицєльський
Міхал Мицєльський ТІ (пол. Michał Mycielski; 14 грудня 1826, Ґожичкі — 21 листопада 1906, Хирів) — польський шляхтич, священник-єзуїт, місіонер, провінціал Галицької провінції єзуїтів у 1877–1881 і 1887–1893 роках, візитатор (1887–1893) і протоігумен василіян провінції Найсвятішого Спасителя в Галичині у 1897–1901 роках.

## Життєпис

### Молоді літа й освіта
Був сином Людвіка Мицєльського гербу Доленга і Ельжбети з роду Мєльжинських гербу Новина. З відзнакою склав матуру у Вроцлавській гімназії в 1844 році і вивчав право в Берлінському університеті. У 1848 році на підставі праці, написаної під керівництвом професора Йозефа Дорффера, отримав докторський ступінь.

### Професійна діяльність
У 1848–1855 роках працював референтом повітового суду в Лешні, а згодом апеляційного суду в Познані. Відбув річну військову службу, після закінчення якої отримав ранг підофіцера. Був відповідальним редактором «Познанського огляду» (пол. Przegląd Poznański). Працював у Конфедерації св. Вінсента де Поль, у 1851 році став презесом Місцевої Ради тієї організації в Познані.

### Сімейне життя
У 1852 році одружився з Софією Ґурською, сестрою генерала Францішка Ґурського гербу Божаволя. В 1854 році в них народився син Людвік. По трьох місяцях після народження сина померла його дружина Софія, він натомість забезпечив маєток на виховання сина і віддав його під опіку бабки Теодозії з Кремпських жінки генерала Францішка Ґурського з Волі Пенкошевської.

### Чернече життя
Міхал Мицєльський принаймні від 1851 року підтримував контакт з єзуїтами, коли допомагав їм у заснуванні місійного дому в Сьремі. Після смерті дружини і забезпечення майбутнього сина, 11 березня 1856 року вступив до новіціату єзуїтів у Баумґартенберґу біля Лінца. У 1858–1862 роках вивчав філософію у Братиславі і богослов'я в Інсбруці. 31 липня 1861 року отримав священничі свячення в Сьремі, а в 1871 році склав урочисті монаші обіти. До 1873 року працював у Тернополі і в Сьремі. У Тернополі був учителем релігії і професором французької й італійської мови. В цей період особисто опікувався своїм сином Людвіком, який тоді навчався в тамтешніх єзуїтських школах. У 1873 році з причини культуркампфу був замкнений дім в Сьремі, у зв'язку із цим Мицєльський переїхав назовсім до Галичини, де продовжив місіонерську діяльність. Як директор (1893–1895) Апостольства Молитви був співзасновником Видавництва Апостольства молитви. Віддано працював над проведення чернечої формації єзуїтів (інструктор Третьої пробації, магістр новіціату).
Двічі у 1877–1881 i 1889–1893 роках був провінціалом Галицької провінції єзуїтів. Під час другої каденції виконував обов'язок візитатора василіян, а в 1897–1901 роках був їхнім протоігуменом.
Помер 21 листопада 1906 року в Хирові і там був похований.

## Видавничий доробок
Опублікував багато книг: молитовників, розважань, співаників та інших аскетичних текстів. З найпопулярніших слід виокремити молитовник «Збірник молитов» («Zbiorek modlitw», 1876). З Каспером Щепковським опрацював конституції реформованих василіян.

## Місійна діяльність
У 1862–1906 роках провів понад 80 серій народних місій і реколекцій для різних парафій та окремих груп. На початку працював в основному на теренах пруських, заселених поляками, а після 1873 року також і в Галичині.